# Ludi

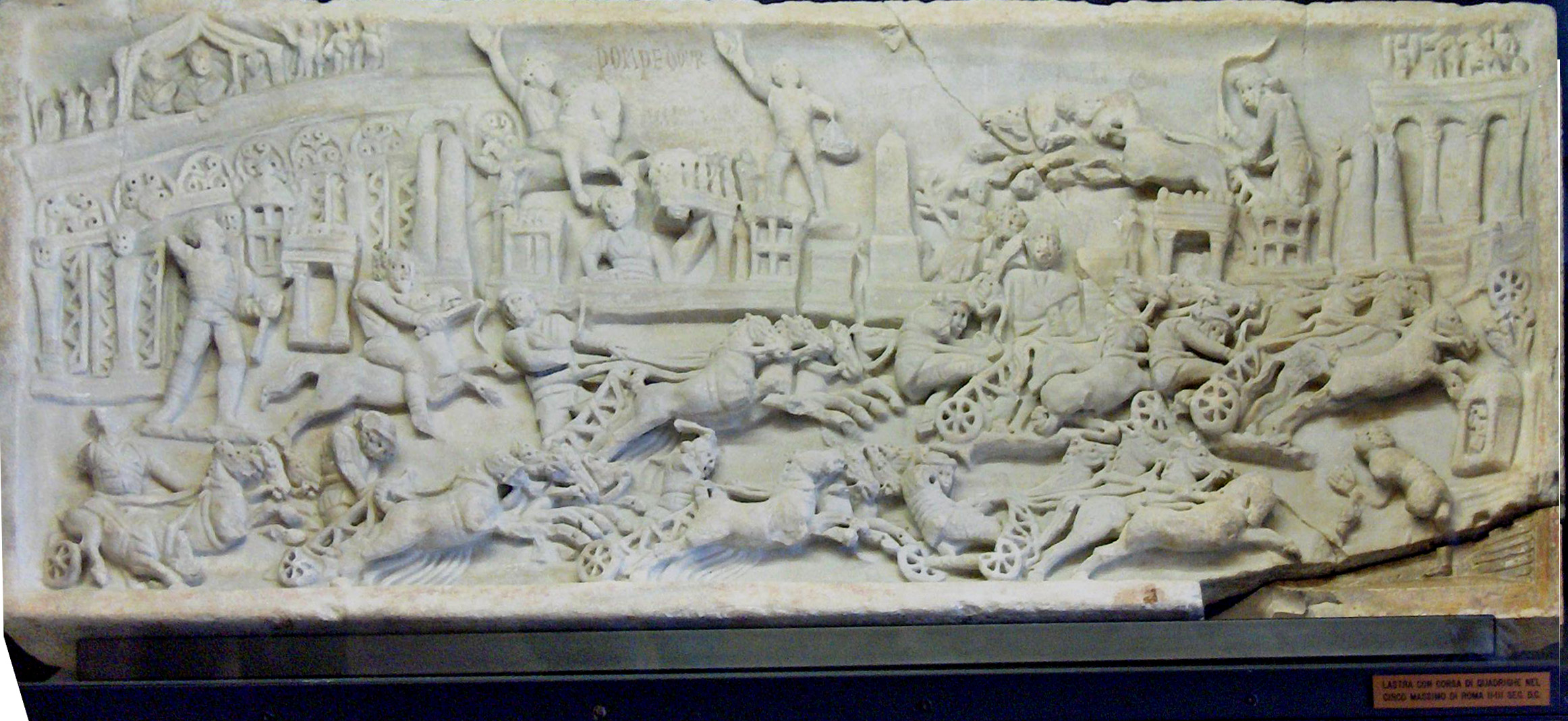
Relieve del con carreras de carros, uno de los ludi que se celebraban durante determinadas fiestas religiosas romanas.

Los ludi (palabra latina plural, en singular, ludus) eran juegos públicos celebrados en beneficio y para el entretenimiento del pueblo romano (populus Romanus). Los ludi se llevaban a cabo como parte de determinadas fiestas religiosas en la Antigua Roma, siendo en ocasiones su principal característica. También se presentaban como parte del culto estatal.

## Tipos
Los ludi más antiguos conocidos son los de carreras de carros en el circo (ludi circenses).  Las exhibiciones de animales exóticos y salvajes con simulacros de caza (venationes) y las representaciones teatrales (ludi scaenici) también pasaron a formar parte de las fiestas religiosas.
Los días en los que tenían lugar los ludi eran festivos, y ningún negocio podía llevarse a cabo. A mediados del siglo IV a. C., los juegos públicos duraban sólo un día al año, que se fue extendiendo sucesivamente hasta llegar a 17 a finales de la República. En la época imperial alcanzaron los 135 días a finales del siglo II y los 176, según el calendario de Furio Dionisio Filócalo en el siglo IV: 64 de carreras de carros, 102 de representaciones teatrales y sólo diez días en diciembre, para competiciones con gladiadores y venationes. 
Era lo que decía Juvenal (Sátiras, 10.81), que para satisfacer al populacho, los emperadores, principalmente, ofrecían panem et circenses (pan y circo). Sin embargo, aunque su valor como entretenimiento pudiera haber oscurecido su sentimiento religioso en algún momento dado, incluso en la antigüedad tardía, los ludi fueron entendidos como parte de la adoración a los dioses tradicionales, y los Padres de la Iglesia aconsejaron a los cristianos no participar en estas fiestas.
Su forma singular, ludus tiene varios significados en latín "juego", "deporte", "diversión" o "entrenamiento".  Su plural es utilizado para "juegos" en sentido análogo al de las fiestas griegas de juegos, como los Juegos Panhelénicos. El erudito hispanorromano de la antigüedad tardía, Isidoro de Sevilla, clasificaba las formas de ludus como gymnicus ("atléticos"), circensis ("celebrados en el circo", principalmente las carreras de carros), gladiatorius ("gladiadores") y scaenicus ("teatrales"). 
Sin embargo, la relación de los juegos de gladiadores con los ludi es compleja, formando parte, más bien, de los munera, como recordatorio, en su origen, de las obligaciones y deberes funerarios. 

## Religión y política

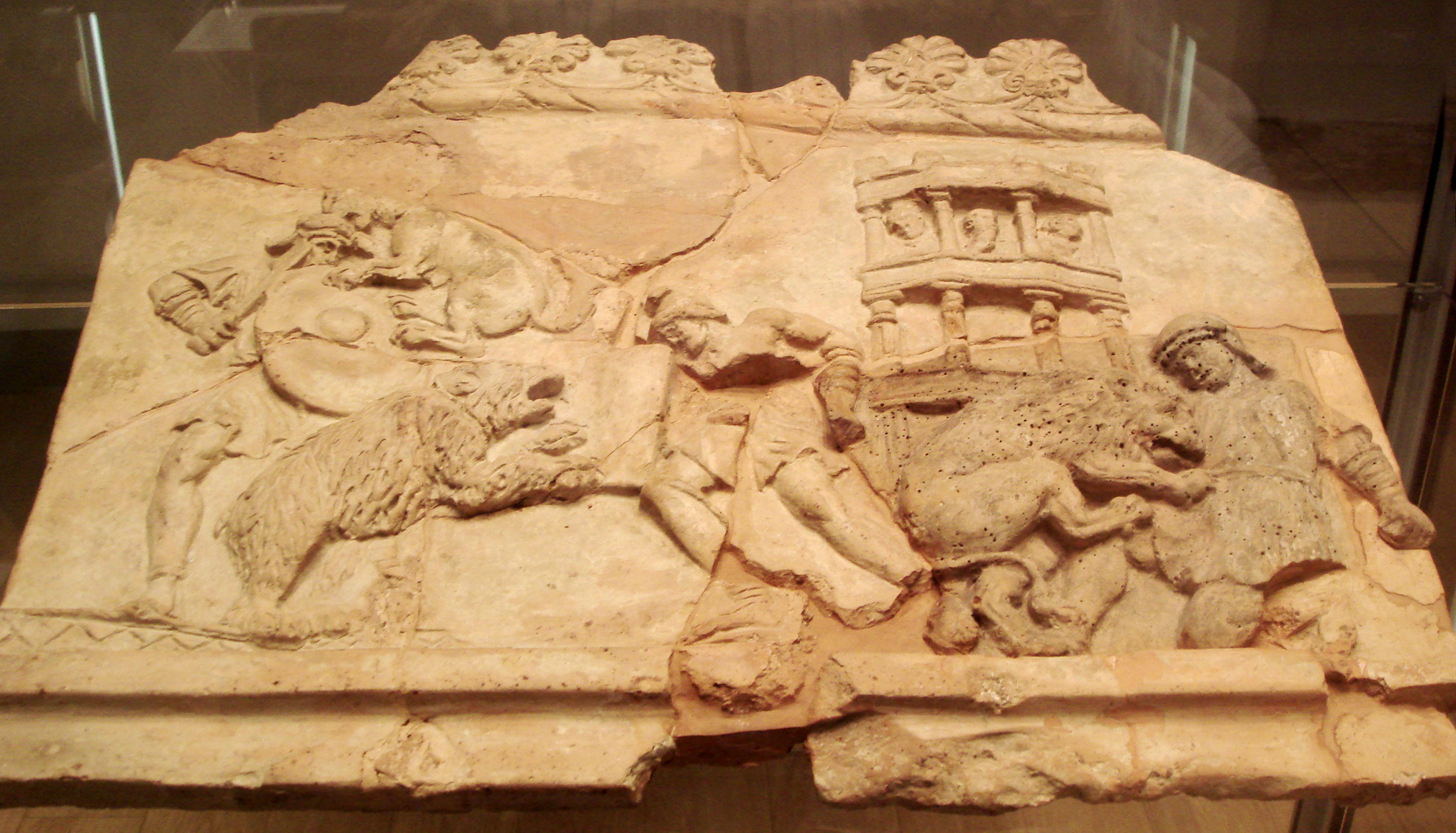
Placa de terracota del mostrando una venatio o deporte sangriento.

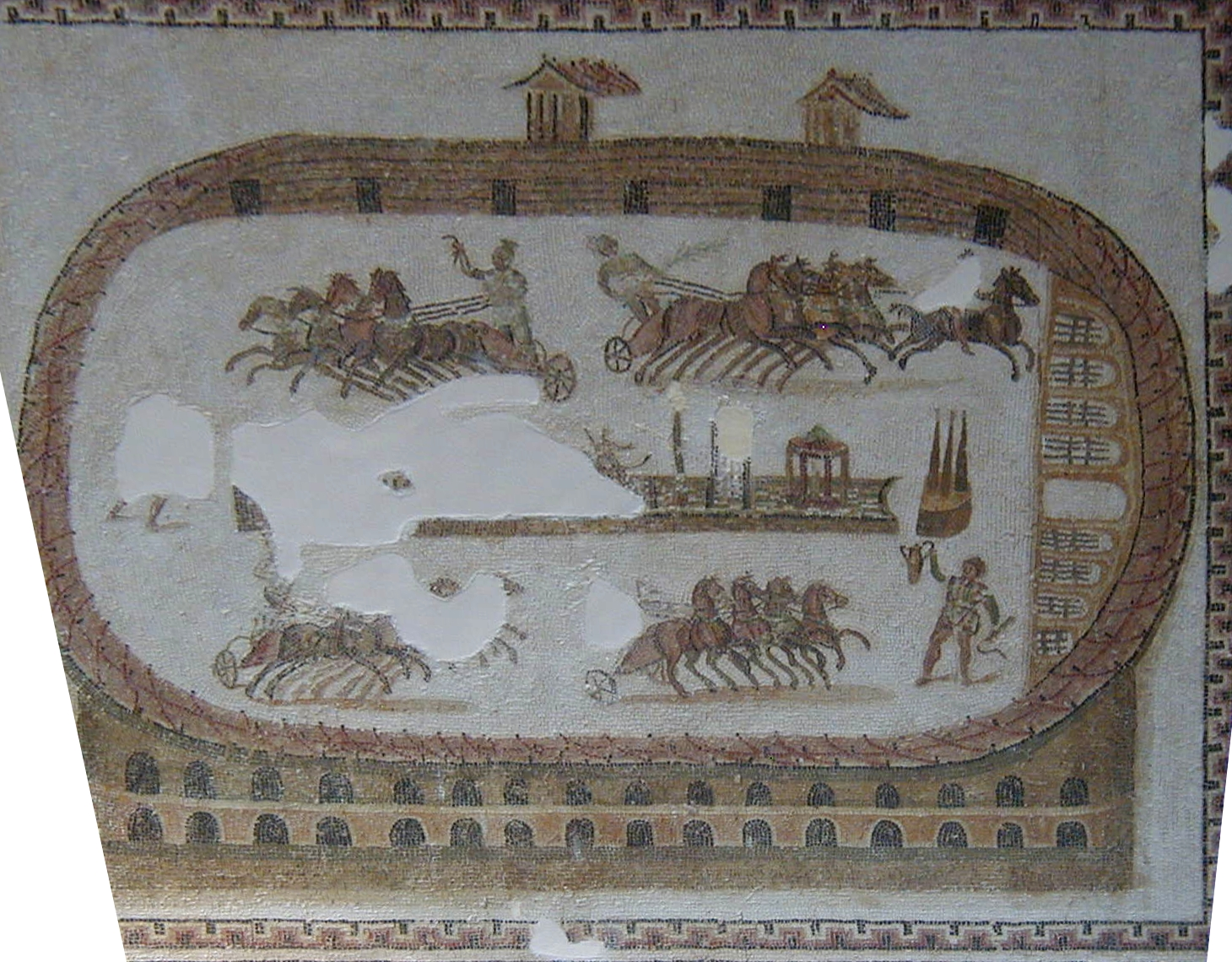
Carrera de carros en el circo de Cartago. Museo Nacional del Bardo, Túnez.

Originalmente, los ludi que parecen inspirados en juegos similares de los etruscos y a través de ellos, o directamente, de las esplendorosas fiestas de los griegos, servían para realizar ofrendas votivas (ludi votivi), para celebrar el cumplimiento de la promesa hecha a una deidad cuyo favor se había solicitado y conseguido. En el 364 a. C., los Ludi Romani en septiembre, en forma de carrera de carros, como forma de honrar a los dioses Marte y Conso, se convirtieron en los primeros juegos que entraron en el calendario religioso como un evento anual patrocinado por el Estado Romano en su conjunto. Los juegos en el circo romano eran precedidos por un solemne desfile, la pompa circensis, encabezado por el magistrado que los patrocinaba en un carro bellamente engalanado, seguido por muchachos de la nobleza romana (nobiles) montados a caballo, otros muchachos a pie (futuros infantes), los aurigas y atletas que iban a competir, bailarines armados, músicos, un coro de sátiros y las imágenes de los dioses acompañadas por sus sacerdotes. 
Pero también, como consecuencia de una victoria militar, los ludi se conectaban a menudo con los triunfos. La primera venatio registrada, debida a Marco Fulvio Nobilior, se celebró en el 189 a. C., como parte de su ludi votivi, por el que pagó con el botín mostrado en su triunfo.
En un principio, los ludi como ceremonias religiosas durante la República, los organizaban varios colegios de sacerdotes. Cuando estuvieron más orientados hacia el Estado, fueron organizados por los cónsules, luego a los ediles y en época de Augusto, los pretores. Aunque se destinaba dinero público para los ludi, cada vez más, el responsable que lo presidía, se implicaba en aumentar el esplendor de sus juegos mediante la aportación de bienes personales, como forma de mejorar sus relaciones públicas.  El patrocinador podía mostrar su riqueza, al tiempo que declaraba tener la intención de compartirla en beneficio público. Aunque algunos notables que tenían su ojo puesto en el consulado saltaban el cargo de edil por los importantes gastos que conllevaba, los que tenían recursos suficientes los gastaban con generosidad para cultivar el favor de la gente. Las fiestas religiosas a las que los ludi estaban asignados, también ocasionaban banquetes públicos y, con frecuencia, obras públicas como la renovación o  construcción de templos.
Después del asesinato de Julio César en el 44 a. C., Marco Bruto se dio cuenta de que un segmento importante del populus no lo consideraba como un libertador, sino como el asesino de alguien amado. Entre otros gestos de buena voluntad hacia el pueblo, se las arregló para patrocinar los Ludi Apollinares, que se celebraban anualmente del 6 al 13 de julio. Octavio, el heredero de César a la vez le eclipsó con los Ludi Victoriae Caesaris, "juegos en honor de la victoria de César", que se celebraron del 20 al 28 de julio en conjunción con una fiesta en honor de Venus Genetrix, deidad patrona de César y matriarca divina de la gens Julia. Fue durante estos ludi, que también sirvieron como juegos funerarios, cuando un famoso cometa apareció para "anunciar" el nuevo estatus divino de César. Octavio reconoció el valor de estas fiestas para unificar al pueblo, y ya como Augusto, instituyó nuevos ludi dentro de su programa de reformas religiosas, espectáculos públicos y entretenimientos que fueron asumidos, por tanto, por el culto imperial.

## Ludi circenses
Los ludi circenses eran juegos que se celebraban en el circo. En el Circo Máximo se celebraban principalmente carreras de cuadrigas, pero también podían ofrecerse otras pruebas atléticas, carreras y cacerías de fieras. Los juegos iban precedidos de un desfile inaugural, la pompa circensis. Los ludi circenses se celebraban regularmente para festejar un triunfo o dedicar un edificio importante. 
Formaban parte de las fiestas más importantes, como las Floralia, los Ludi Romani ("Juegos Romanos") y los Ludi Plebeii ("Juegos Plebeyos"). Durante la época imperial, los juegos circenses se añadían a menudo a fiestas que no se celebraban tradicionalmente durante la República. Los juegos circenses se celebraban en diversas provincias de todo el Imperio, como indican los restos arqueológicos de caminos y estructuras, aunque muchas zonas habrían carecido de costosas instalaciones permanentes y, en su lugar, habrían levantado gradas temporales alrededor de terrenos adecuados.

## Lista deludi

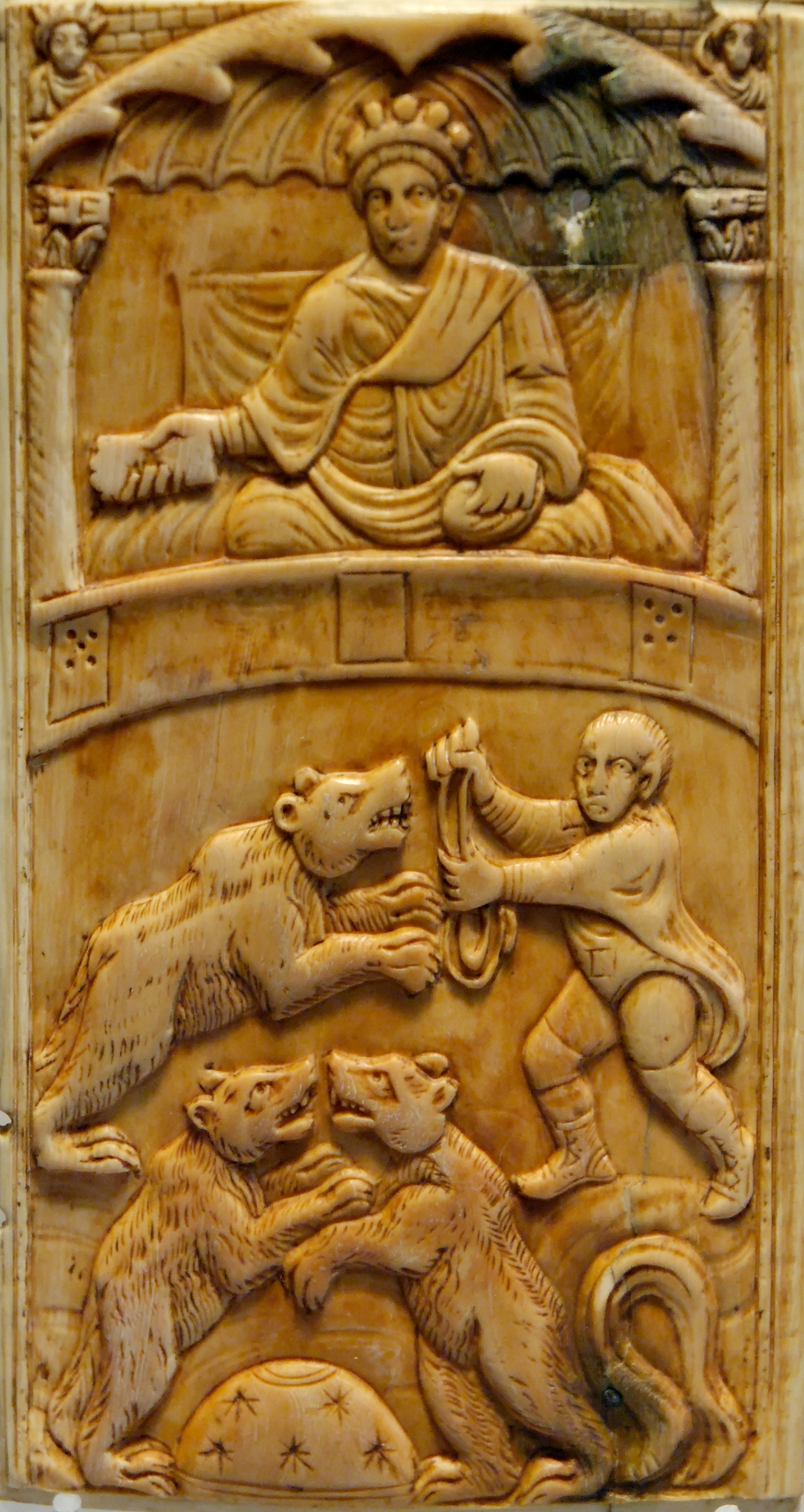
Ludi: lucha de osos. Parte de un díptico de marfil. c. 400. Museo del Louvre.

Entre los más de 40 ludi conocidos, destacan:

### Ludianuales
Ordenados por mes, como aparecen en el calendario romano.
- Ludi Gothici, 4 al 9 de febrero (normalmente), establecidos en c. 332 y celebrados anualmente en Constantinopla.[17]
- Ludi Megalenses, 4 al 10 de abril, establecidos en el 204 a. C. en honor de la Magna Mater, en conjunción con las Megalensia.
- Ludi Ceriales, 12 al 19 de abril, establecidos en el 202 a. C. en conjunción con las Cerealia, 12 de abril.
- Ludi Florales, 28 de abril al 3 de mayo, establecidos en el 173 a. C. en honor de Flora, en conjunción con las Floralia, 1 de mayo y su "atmósfera de primitiva licencia y orgía pastoral."[18]
- Ludi Apollinares, 6 al 13 de julio, celebrados por primera vez en el 211 a. C. en honor de Apolo para asegurar su ayuda contra Aníbal, y luego anual por decreto senatorial 208 a. C.
- Ludi Victoriae Caesaris, 20 al 30 de julio, desde el año 46 a. C., establecidos por Julio César por su dedicación del Templo de Venus Genetrix, en cumplimiento de un voto realizado en el año 48 a. C. en la batalla de Farsalia, y hecha anual por Augusto.[19]
- Ludi Romani, 4 al 19 de septiembre, establecidos en el año 44 a. C., de acuerdo a algunas leyendas del siglo VI a. C. en honor a Júpiter o, quizás, del Padre Liber, y del 12 al 15 de septiembre en el siglo IV. En un primer momento, se mantuvo ocasionalmente, no anualmente.
- Ludi Augustales, 3 al 12 de octubre, establecidos en el año 14, después de la muerte de Augusto y basados en las Augustalia.
- Ludi Plebeii, originalmente el 13 de noviembre, en los Idus de Júpiter, y expandidos para celebrarse del 4 al 17 de noviembre; establecidos en el 216 a. C., y mantenidos en el Circus, y continuados en el siglo IV.

### Ludino celebrados anualmente
- Ludi Capitolini, establecidos en el 388 a. C. en honor a Júpiter por ayudar a recuperar el Capitolio después del asedio de los galos.  Se celebraba irregularmente, y fue restablecida por Domiciano en el año 86 cada cuatro años.
- Ludi Pontificales o Ludi Actiaci, establecidos por Augusto en el 30 a. C., celebrados cada cuatro años para conmemorar la victoria de Augusto en Accio. En conjunción con las fiestas Actia.
- Ludi Decennales, celebración del décimo aniversario del reinado de los emperadores romanos. Establecidos por Augusto.
- Ludi Saeculares, celebrados con poca frecuencia pero supuestamente mantenidos poco después de la expulsión de los reyes, con una planificación determinada por los libros sibilinos y la influencia del Gran año etrusco (un ciclo de 110 años, según los quindecimviri augusteanos. La celebración más famosa fue en el año 17 a. C. en tiempos de Augusto, cuando se representó la Carmen Saeculare de Horacio, y para celebrar ocasiones importantes, como en el 800 y 900 aniversario de la fundación de Roma. Sus últimas celebraciones se realizaron en el año 397 bajo el emperador cristiano Honorio, que los permitió de acuerdo con la tradición.
- Ludi Taurii, juegos con carreras de caballos en honor de los dioses del inframundo.

### Ludicelebrados en una sola ocasión
- Ludi Volcanalici, celebrados por Augusto el 23 de agosto del año 20 a. C., dentro del recinto del templo de Vulcano, para conmemorar el tratado con Partia y el retorno de los estandartes legionarios que se había perdido en la batalla de Carras en el 53 a. C.